# 廣州海事博物館
廣州海事博物館（英語：Guangzhou Maritime Museum），是位于廣東廣州的一個海事主题博物館。

## 历史
2013年時，第二届广州市城市规划委员会第八次会议上，海事博物馆项目確認選址黄埔南海神庙东侧興建，具体在南海神庙南广场的西面，浴日亭以南位置。博物馆定位为广州“十二五”重大文化设施项目之一，计划展现广州作为海上丝绸之路发祥地之一及千年商都在中国大陆，以及世界贸易当中的地位和历史。2021年6月29日建成开馆。

## 建築計劃
项目由黄埔区政府负责，场馆面积预计超过1万平方米。在2014年10月规划部门通过的规划修编中，场馆会有4组建筑组成，最高4层。而博物馆用地中水域面积超过一半，博物馆的4层高主楼会以漂浮在水中央的大船形式建造。主要建设内容包括展陈区、藏品库房、综合服务区、业务管理用房、设备技术用房等，工程总投资达1.83亿元。

## 交通
- 广州地铁13号线南海神庙站